# مداپیتیا
مداپیتیا (به لاتین: Medapitiya) یک منطقهٔ مسکونی در سری‌لانکا است که در استان مرکزی (سری‌لانکا) واقع شده‌است.